# Мельник Сергій Анатолійович
Сергі́й Анато́лійович Ме́льник (нар. 4 вересня 1988, Одеса, УРСР) — відомий учасник шоу побачень, професійний український футболіст, центральний захисник молдовського клубу «Мілсамі».
Протягом 2014–2015 рр. знімався в романтичному реаліті-шоу «Холостяк-5» на українському телеканалі «СТБ», як головний герой програми.

## Біографія
Батько — Анатолій Савелійович, машиніст, пенсіонер; мама — Ірина Юріївна, інженер з охорони праці; брат Андрій, сестра Марина.
Закінчив Українську державну академію залізничного транспорту (факультет управління процесами перевезень).
У дитинстві до семи років займався акробатикою. Потім близько трьох років займався у футбольній секції у тренера В. З. Зубкова. Потім продовжив навчання в ДЮСШ «Спартак» імені І. Бєланова(тренер — К. В. Фролов). У дитячо-юнацькій школі грав на позиціях лівого, опорного півзахисника, потім перейшов на позицію центрального захисника (в парі з Єгором Бідним), потім правого, а пізніше і лівого захисника.
Після завершення навчання грав у складі команди «Чорноморець-2» в аматорських турнірах. З липня 2006 року — гравець «Чорноморця». У дублі дебютував у виїзному матчі проти київського «Динамо». Матч проти киян, в складі яких на поле вийшли Дмитрулін, Шацьких, Рінкон, Єщенко, Пеєв, Алієв, Белькевич і Рибка, був виграний молодими «моряками» з рахунком 1: 0. Всього ж за дубль «моряків» в першостях дублерів та молоді зіграв 84 матчі, забив 3 голи, кілька років був капітаном команди. У сезонах 2006/07 і 2008/09 ставав бронзовим призером першостей України серед дублюючих і молодіжних команд відповідно.
В основному складі одеситів дебютував 26 травня 2009 року в останній грі чемпіонату Прем'єр-ліги сезону 2008/09 проти запорізького «Металурга», замінивши на 61 хвилині матчу Олександра Яценка. Наступного разу Мельник вийшов у складі «моряків» наприкінці матчу проти київського «Динамо» і опинився в центрі епізоду, який вирішив результат зустрічі. М'яч вискочив у бік воріт, де Айіла Юссуф зміг випередити футболіста і забити єдиний гол. Всього за «Чорноморець» зіграв за 3 сезону 4 матчі у вищому і 2 в першому дивізіоні. У 2011 році виступав на правах оренди в Овідіопольському «Дністрі», а потім у ФК «Одеса». Навесні 2012 року розірвав контракт з одеситами за обопільною згодою.
Відвідавши кілька переглядів, Мельник прийняв пропозицію продовжити кар'єру у вінницькій «Ниві», де виступали також його знайомі по іграх в одеській команді Бідний, Владов, Піцик та Ганев. Під керівництвом тренерів Остапенко та одесита Гайдаржи вінничани, маючи нестабільне фінансове становище і неясність в тому, що буде з командою далі, виконали завдання збереження місця в першій лізі, після чого Мельник зайнявся пошуком нового клубу.
Влітку 2012 року головний тренер ПФК «Суми» Ігор Захаряк запросив Мельника в свою команду. Відігравши сезон в Сумах, футболіст перейшов в клуб білоруської вищої ліги «Торпедо-БелАЗ». Приєднавшись до команди в липні, Мельник вже у вересні отримав в матчі з «Шахтарем» важку травму хрестоподібних зв'язок, через яку він вибув з ладу до кінця чемпіонату. Процес реабілітації після операції проходив в Україні, у Дніпропетровську та Одесі. Відновившись після травми, в січні наступного року захисник повернувся до тренувань разом з одноклубниками. Після повернення на поле став одним з основних гравців жодінцев.
У березні 2016 року став гравцем молдовського клубу «Мілсамі».

## Позиція на полі
Основний для Сергія Мельника позицією на полі є місце центрального захисника. Довгий час, коли в цьому була необхідність, грав правого і лівого захисника.